# قطعنامه ۱۴۷۶ شورای امنیت
قطعنامه  ۱۴۷۶ شورای امنیت سازمان ملل متحد که در تاریخ ۲۴ آوریل ۲۰۰۳ تصویب شد، سندی بین‌المللی دربارهٔ بررسی وضعیت میان عراق و کویت است. این قطعنامه طی نشست ۴۷۴۳ام با ۱۵ رای موافق، ۰ مخالف و ۰ ممتنع تصویب شد.